# Vohemar
Vohemar è un comune urbano (firaisana) del Madagascar nord-orientale (provincia di Antsiranana).
È capoluogo del distretto di Vohemar.

## Società

### Evoluzione demografica
Ha una popolazione di 15.202 abitanti (stima 2002), in gran parte di etnia Betsimisaraka.

## Infrastrutture e trasporti
La città è sede di un aeroporto civile (codice aeroportuale IATA: VOH).
La route nationale 5a la collega a nord con Ambilobe e a sud con Sambava.